# Olga Iwaniak
Olga Barbara Iwaniak (ur. 29 czerwca 1963) – polska dziennikarka, działaczka społeczna i urzędnik państwowa, w 2005 podsekretarz stanu w Kancelarii Prezesa Rady Ministrów.

## Życiorys
W latach 80. działała w warszawskim podziemiu studenckim. Należała także do redakcji „Tygodnika Mazowsze” i współpracowała z „Gazetą Wyborczą”. Pracowała w Biurze Analiz Urzędu Ochrony Państwa. Była korespondentką TVP oraz „Rzeczpospolitej” w Kijowie.
W 2004 została etatowym pracownikiem Kancelarii Prezesa Rady Ministrów i głównym doradcą premiera. W tym samym roku była też w gronie przygotowującym wizytę prezydenta Aleksandra Kwaśniewskiego w Kijowie podczas pomarańczowej rewolucji. 1 czerwca 2005 powołana na stanowisko podsekretarza stanu w Kancelarii Prezesa Rady Ministrów, odpowiedzialnego za sprawy parlamentarne oraz kontakty ze środowiskami politycznymi. Zakończyła pełnienie funkcji w tym samym roku. Od 2010 do 2013 zajmowała stanowisko prezes Fundacji „Pomoc Polakom na Wschodzie”, zasiadła też w jury konkursu Nagroda „Przeglądu Wschodniego”.